# Helicodendron fractum
Helicodendron fractum är en svampart som beskrevs av P.J. Fisher 1979. Helicodendron fractum ingår i släktet Helicodendron, ordningen disksvampar, klassen Leotiomycetes, divisionen sporsäcksvampar och riket svampar.   Inga underarter finns listade i Catalogue of Life.